# Francisco Duque de Mesquita
Francisco Duque de Mesquita (Três Pontas, 23 de fevereiro de 1895 — Rio de Janeiro, 15 de abril de 1979) foi um político brasileiro. Exerceu o mandato de deputado federal constituinte por Minas Gerais em 1946.

### Biografia
Francisco Duque de Mesquita estudou na Faculdade Livre de Direito do Rio de Janeiro (1915 – 1920)
na mesma turma de Camilo Soares de Moura, filho, de quem seria cunhado ao se casar com Maria Magdalena Soares de Moura, em 1921. Ambos foram nomeados estafeta dos Correios durante o período da faculdade de Direito, e no caso de Francisco Mesquita, exonerado dos Correios ao ser nomeado para o cargo de Promotor de Justiça em Rio Preto, MG. Alguns meses depois pediu remoção para Carangola, MG. 
Acabaria sendo indicado à Assembleia Legislativa pelo diretório de Carangola do Partido Republicano Mineiro em 1923. O governador de Minas Gerais era Raul Soares de Moura, tio paterno da sua mulher, Maria Magdalena. Eleito, e reeleito, permaneceu na Assembleia até 1930, quando ocorreu a Revolução de 1930, com Getúlio Vargas. Francisco Mesquita concorreria, e perderia por mais duas campanhas, até ser eleito deputado constituinte de 1945.
A família em Três Pontas
Francisco Duque de Mesquita era filho do advogado Aprígio Ferreira de Mesquita, membro do  diretório municipal do Partido Republicano Constitucional de Três Pontas, onde foi vereador, diretor da escola normal, redador e proprietário do jornal “O Três Pontano”, semanário inaugurado em 1897, e também escrivão da coletoria federal. Morto Aprígio em 1933, deixou dois filhos, Francisco e Floresbella de Mesquita Lara.
A irmã de Francisco, Floresbella foi diretora do Grupo Escolar Wenceslau Braz, e mulher de Mario Bernardes da Costa Lara, membro do Partido Progressista e jornalista da cidade, tendo sido diretor do Grupo Escolar de Baependy, até 1917 quando se afastou por licença médica. Carlos Lara também foi redator de jornal semanário “O Patriota”, de José Vieira Manso, em Baependy.